# Podróż apostolska Jana Pawła II do Brazylii (1997)
80. podróż apostolska Jana Pawła II odbyła się w dniach 2–6 października 1997 roku. Głównym celem pielgrzymki było II Światowe Spotkanie Rodzin w Rio de Janeiro (pierwsze odbyło się w Rzymie w 1994 r.), które przebiegało pod hasłem: „Rodzina: dar i zobowiązanie, nadzieja ludzkości”. Była to trzecia i ostatnia podróż Jana Pawła II do Brazylii.

## Przebieg pielgrzymki
Tuż po przybyciu do Rio de Janeiro 2 października papież został powitany przez przedstawicieli brazylijskich władz państwowych.
Następnego dnia papież spotkał się z uczestnikami kongresu teologiczno–duszpasterskiego, obradującymi w katedrze Świętego Sebastiana w Rio de Janeiro. Podczas spotkania papież powiedział: „Człowiek jest drogą Kościoła. Ta droga najpełniej wyraża się w rodzinie. (...) Rodzina nie jest dla człowieka strukturą drugorzędną i zewnętrzną, która krępuje jego rozwój i wewnętrzną dynamikę. (...) U podstaw całego porządku społecznego znajduje się zasada jedności i nierozerwalności małżeństwa, zasada, na której opiera się instytucja małżeństwa i całe życie rodzinne”.
4 października papież odprawił liturgię słowa na stadionie Maracana dla rodzin przybyłych do Rio de Janeiro, podczas której podkreślił wielokrotnie wartość rodziny w życiu człowieka.
W niedzielę 5 października Jan Paweł II odprawił mszę świętą w parku Aterro do Flamengo nad zatoką Guanabara, na którą przybyło około 2 milionów wiernych. Msza była odprawiana w asyście 14 kardynałów, ponad 500 arcybiskupów i biskupów oraz ponad 100 kapłanów. W homilii papież podkreślił: „Rodzina jest tą szczególną, a zarazem fundamentalną wspólnotą miłości i życia, na której opierają się wszystkie inne wspólnoty i społeczeństwa”. Na zakończenie nabożeństwa papież zawierzył rodziny świata Świętej Rodzinie z Nazaretu.

## Przesłanie pielgrzymki
Głównym przesłaniem pielgrzymki było przypomnienie wiernym o roli rodziny w życiu człowieka oraz we współczesnym świecie.